# Kaédi Airport
Kaédi Airport är en flygplats i Mauretanien. Den ligger i den sydvästra delen av landet, 300 km sydost om huvudstaden Nouakchott. Kaédi Airport ligger 22 meter över havet.
Terrängen runt Kaédi Airport är platt. Runt Kaédi Airport är det ganska glesbefolkat, med 32 invånare per kvadratkilometer. Närmaste större samhälle är Kaédi, 1,1 km söder om Kaédi Airport. Trakten runt Kaédi Airport består i huvudsak av gräsmarker.